# Circus (dal)
A Circus egy dal amerikai énekesnőtől, Britney Spears-től. A dal az énekesnő 6. albumának címadó dala, egyben az album második kislemeze. A dalt Dr. Luke, Claude Kelly és Benny Blanco írta. 2008. december 2-án jelent meg a Jive Records kiadásában. Az énekesnő, miután meghallgatta a dalt, úgy érezte, hogy albumát és turnéját a cirkuszi témában jeleníti meg.
A Circus pozitív kritikában részesült, kiemelték Spears magabiztosságát. A dal kereskedelmi sikereket ért el, 3. lett a Billboard Hot 100-on, megjelenése óta USA-ban 3 millió példányban kelt el, ezzel Britney második legsikeresebb dala lett az Egyesült Államokban. Top 10-es helyezést ért el Ausztráliában, Kanadában, Dániában, Új-Zélandon, Magyarországon, Svédországban. Világszerte 5,5 millió példányban kelt el.
A dalhoz tartozó videóklipet Francis Lawrence rendezte. A klip 2008. december 4-én jelent meg. A videó pozitív visszajelzésekben részesült, de bírálta a PETA a videóban látható állatok miatt. Spears előadta a dalt a Good Morning America című műsorban, illetve ez a dal volt a Circus Starring Britney Spears Tour nyitó száma.

## Háttér

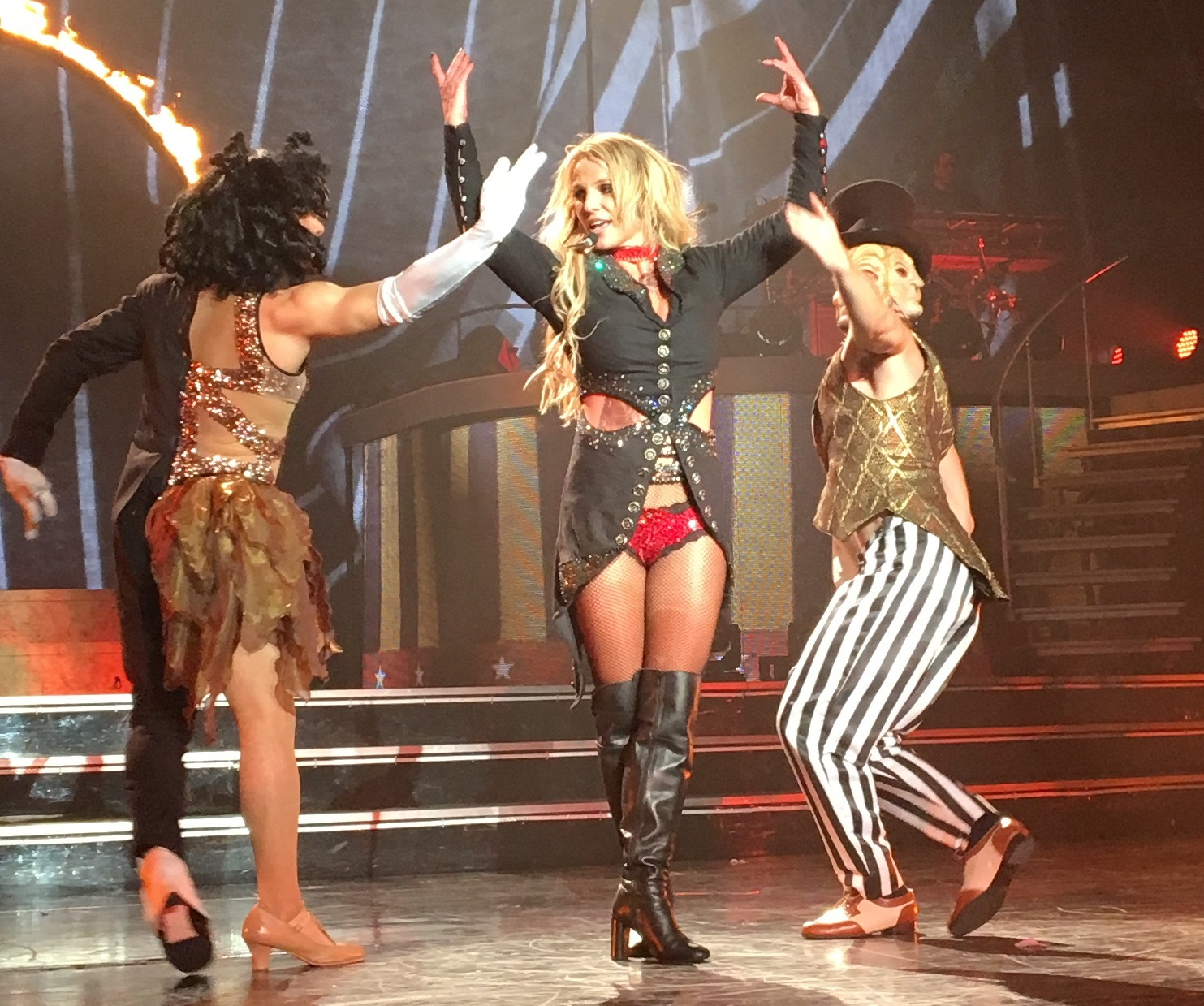
Britney a dal előadása közben a Piece of Me showján.

A dalt Dr. Luke, Benny Blanco és Claude Kelly írta. Luke, Blanco, Kelly 2008 tavaszán elkezdett dolgozni Britney új albumán. Kelly elmondta: „Csak tudni kellett Britney stílusát, és már tudtuk mit kell csinálnunk”. Britney elmondása szerint rengeteg ihletet kapott a dal meghallgatása után. A dalt a Conway Recording Studióban és Kehely Recording Studióban Los Angeles-ben vették fel. A dalt a Serban Ghenea a MixStar Studióban remixelték.

## Élő előadások
Britney először 2008 december 2-án adta lépett fel a dallal a Good Morning America-ban. 2009-ben a Circus turné nyitódala volt. 2013-tól a Britney: Piece of Me dallista része.

## Slágerlistás helyezések
| Chart (2008–09)                   | Peak position |
| --------------------------------- | ------------- |
| Australian ARIA Singles Chart     | 6             |
| Austrian Singles Chart            | 14            |
| Belgium Singles Chart (Flanders)  | 37            |
| Belgium Singles Chart (Wallonia)  | 27            |
| Canadian Hot 100                  | 2             |
| Czech Airplay Chart               | 41            |
| Danish Singles Chart              | 9             |
| Dutch Top 40                      | 24            |
| Dutch Single Top 100              | 41            |
| Európa (European Hot 100 Singles) | 22            |
| Finnish Singles Chart             | 15            |
| French Digital Singles Chart      | 19            |
| German Singles Chart              | 11            |
| Hungarian Singles Chart           | 4             |
| Ír slágerlista                    | 12            |
| Israeli Singles Chart             | 3             |
| Japan Hot 100 Singles             | 38            |
| New Zealand Singles Chart         | 4             |
| Norwegian Singles Chart           | 15            |
| Slovak Airplay Chart              | 13            |
| Swedish Singles Chart             | 6             |
| Swiss Singles Chart               | 19            |
| Brit kislemezlista                | 13            |
| US Billboard Hot 100              | 3             |
| US Billboard Adult Pop Songs      | 24            |
| US Billboard Hot Dance Club Play  | 3             |
| US Billboard Pop Songs            | 1             |
| US Billboard Rhythmic Songs       | 24            |

| Slágerlista (2008)               | Legmagasabb helyezés |
| -------------------------------- | -------------------- |
| Australian ARIA Singles Chart    | 96                   |
| Slágerlista (2009)               | Legmagasabb helyezés |
| Australian ARIA Singles Chart    | 62                   |
| Canadian Hot 100                 | 15                   |
| Belgium Singles Chart (Wallonia) | 87                   |
| Dutch Top 40                     | 119                  |
| Swedish Singles Chart            | 78                   |
| Brit kislemezlista               | 105                  |
| US Billboard Hot 100             | 27                   |
| US Billboard Pop Songs           | 13                   |
| US Billboard Digital Songs       | 17                   |

## Minősítések
| Ország                   | Minősítés | Eladás    |
| ------------------------ | --------- | --------- |
| Ausztrália (ARIA)        | Platina   | 70,000    |
| Dánia (IFPI)             | Arany     | 7,500     |
| Új-Zéland                | Arany     | 7,500     |
| Egyesült Királyság (BPI) | Ezüst     | 223,000   |
| Egyesült Államok         |           | 3,100,000 |